# کلیسای تثلیث مقدس، ایروان
کلیسای تثلیث مقدس، ایروان (ارمنی: Սուրբ Երրորդություն Եկեղեցի) یک کلیسای جامع حواری ارمنی واقع در در ایروان، ارمنستان می‌باشد. ساخت و ساز این ساختمان سال ۲۰۰۳ میلادی به پایان رسید.

## نگارخانه

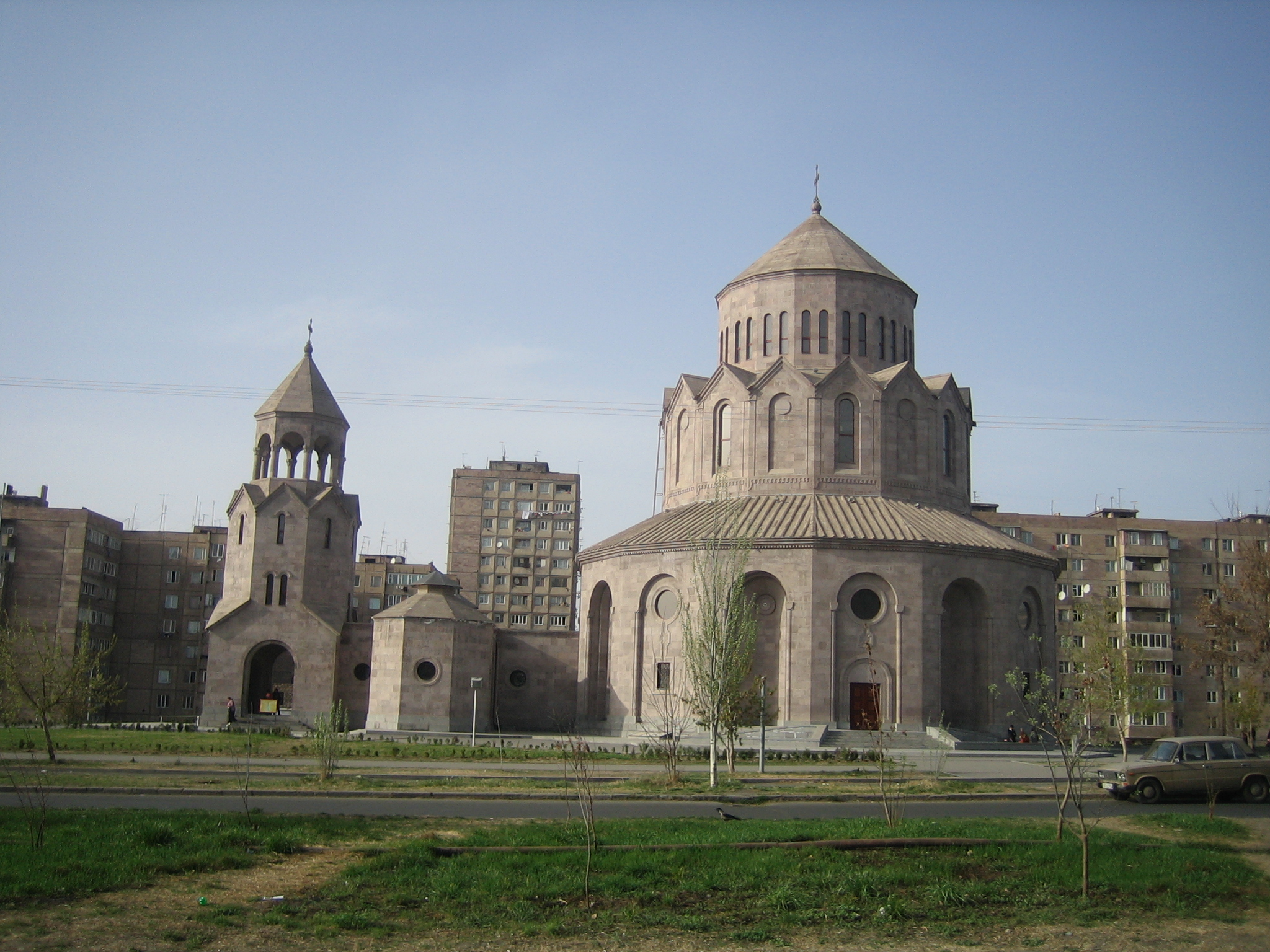
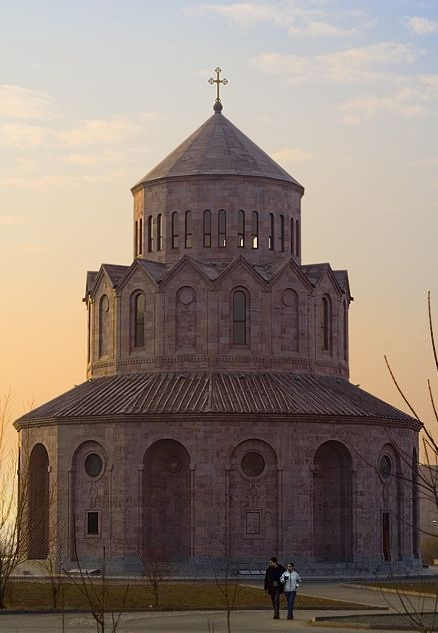
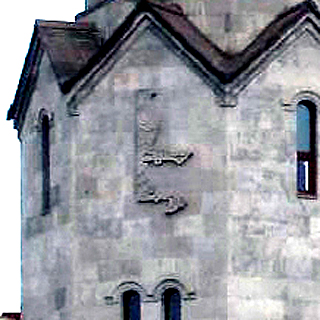